# Gradsko-kotarska nogometna liga Rijeka 1962./63.
Gradsko-kotarska nogometna liga Rijeka, također i pod nazivima Gradsko-kotarsko prvenstvo Rijeke, Kotarsko nogometno prvenstvo Rijeke, Kotarska liga Rijeka je bila liga četvrtog stupnja nogometnog prvenstva Jugoslavije u sezoni 1962./63. 
 
Sudjelovalo je ukupno 7 klubova, a prvak je bio "Vinodol" iz Novog Vinodolskog.  

## Ljestvica
| mj. | klub                    | ut.                         | pob.                        | ner.                        | por.                        | gol+                        | gol-                        | bod                         |
| --- | ----------------------- | --------------------------- | --------------------------- | --------------------------- | --------------------------- | --------------------------- | --------------------------- | --------------------------- |
| 1.  | Vinodol Novi Vinodolski |                             |                             |                             |                             |                             |                             |                             |
| 2.  | Opatija                 | 9                           |                             |                             |                             |                             |                             |                             |
| 3.  | Mornar Rijeka           |                             |                             |                             |                             |                             |                             |                             |
| 4.  | Risnjak Lokve           |                             |                             |                             |                             |                             |                             |                             |
| 5.  | Rječina Dražice         |                             |                             |                             |                             |                             |                             |                             |
| 6.  | Pomorac Kostrena        |                             |                             |                             |                             |                             |                             |                             |
|     | Borac Bakar             | odustali u jesenskom dijelu | odustali u jesenskom dijelu | odustali u jesenskom dijelu | odustali u jesenskom dijelu | odustali u jesenskom dijelu | odustali u jesenskom dijelu | odustali u jesenskom dijelu |

## Rezultatska križaljka
| kratica | klub                    | MOR | OPA | POM | RIS | RJE | VIN | BOR |
| --- | ----------------------- | --- | --- | --- | --- | --- | --- | --- |
| MOR | Mornar Rijeka           |     |     |     |     |     |     |     |
| OPA | Opatija                 |     |     |     |     |     |     |     |
| POM | Pomorac Kostrena        |     |     |     |     |     |     |     |
| RIS | Risnjak Lokve           |     |     |     |     |     |     |     |
| RJE | Rječina Dražice         |     |     |     |     |     |     |     |
| VIN | Vinodol Novi Vinodolski |     |     |     |     |     |     |     |
| BOR | Borac Bakar             |     |     |     |     |     |     |     |
| |                         |     |     |     |     |     |     |     |
| podebljan rezultat - (1. utakmica između klubova) rezultat normalne debljine - (2. utakmica između klubova) rezultat nakošen - nije vidljiv redoslijed odigravanja međusobnih utakmica iz dostupnih izvora rezultat smanjen * - iz dostupnih izvora nije uočljiv domaćin susreta prekrižen rezultat - poništena ili brisana utakmica p - utakmica prekinuta 3:0 p.f. / 0:3 p.f. - rezultat 3:0 bez borbe n.i. - nije igrano |                         |     |     |     |     |     |     |     |

 Izvori: